# Kathy Hammond
Kathleen »Kathy« Hammond-Tyson, ameriška atletinja, * 2. november 1951, Sacramento, ZDA.
Nastopila je na olimpijskih igrah leta 1972 ter osvojila naslov olimpijske podprvakinje v štafeti 4×400 m in bronasto medaljo v teku na 400 m. V letih 1969 in 1972 je postala ameriška državna prvakinje v teku na 400 m.